# Кукраук (хутор)
Кук-Караук (баш. Күк кәрәүек), Кукраук —  упразднённый хутор (бывшая деревня) в Макаровском сельсовете Ишимбайском районе Башкирской ССР. Остатки домов видны с шоссе Стерлитамак — Магнитогорск.

## География
Находилось селение на реке Кук-Караук вблизи её впадения в реку Сикася, вблизи села Макарово.

## История
Ликвидировано официально в 1991 году, согласно Указу Президиума ВС Башкирской ССР от 17.05.91 № 6-2/142 «Об исключении из учетных данных хутора Кукраук Макаровского сельсовета Ишимбайского района»

## Инфраструктура
До 1970-х дети учились в Иргизлинской школе (образованная в 1911 году), также, как жители других близлежащих хуторов: Канырки, Кулламата, Тютюлиней, Проломска, Карагай-Елги.

## Достопримечательности
- Водопад Кук-Караук
- Пещера Зигановка